# Микита Кожум'яка

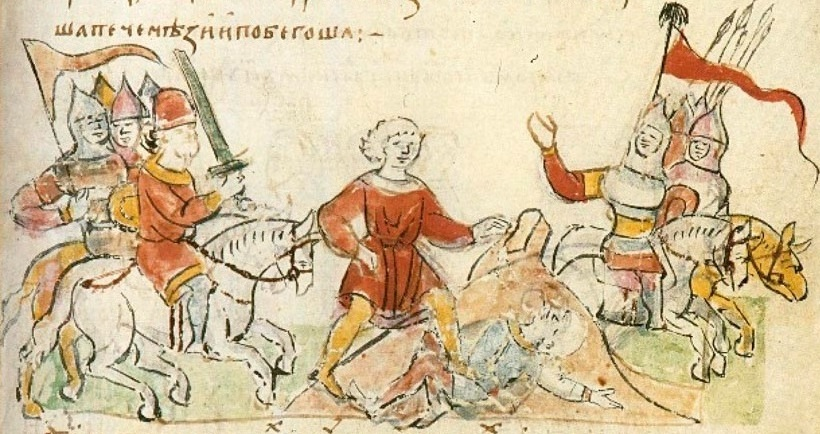
Перемога Кожум'яки над печенігом з «Радзивіллівського літопису»

Микита Кожум'яка (іноді Кирило Кожум'яка) — образ народного богатиря змієборця, ім'ям котрого згідно з переказом найменували Переяслав, герой давнього народного епосу, поширений на теренах східнослов'янських племен за часів Київської Русі. Вперше засвідчений київським літописцем у «Повісті временних літ» 6501 (993) року.

## Про заснування Переяслава
Після борні Володимира Святославича супроти хорватів, руському війську довелося виступити на захист південно-східних кордонів від вторгнення печенігів. У цьому першому літописному поданні, Кожум'яка — наймолодший з п'яти синів старого ратника. Четверо старших перебували з батьком від початку військового протистояння на Трубежі, по інший бік котрої стало вороже військо. Оскільки сили сторін, імовірно були приблизно рівні, то долю баталії було домовлено вирішити двобоєм.
Саме тоді старий вояк пропонує князю викликати до бою свого молодшого сина кожум'яку. Той, перевіривши свої сили здолавши бика, погодився стати на двобій та переміг печенізького богатиря. Володимир, на честь перемоги, заклав на тому броді город і назвав його Переяславлем: від «Перейняв славу отрок той». З часом, у переважній більшості переказів, за героєм закріпилося ім'я Микита.

## У народній культурі
- Образ славетного богатиря широко оспівано в українській літературі (О. Олесь, І.Кочерга, П. Тичина та інші).
- За повір'ями, з ним пов'язують виникнення Змієвих валів[3]
- Микита Кожум'яка (мультфільм, 1965)
- Микита Кожум'яка (мультфільм, 2016)

## Цікаві факти
У місті Боярка є вулиця Микити Кожум'яки.